# Диферентний ідеал
У алгебраїчній теорії чисел і абстрактній алгебрі диферентним ідеалом або диферентою називається деякий ідеал пов'язаний із розширенням дедекіндових кілець. Диферентний ідеал пов'язаний із поняттями дискримінанта і норми ідеалу і є важливим, зокрема для дослідження розгалуження простих ідеалів.   

## Означення
Нехай A — дедекіндове кільце, K — його поле часток, L — скінченне сепарабельне розширення поля K, B — ціле замикання кільця A в L. Нехай L — деяка адитивна підгрупа поля E.
Для неї можна ввести доповнюючу множину L' (щодо сліду) як сукупність всіх тих {\displaystyle x\in E}, для яких
{\displaystyle L'=\{x\in E\mid \operatorname {Tr} _{E/K}(xL)\subset A\}.}
L'  є адитивною підгрупою у E. Якщо {\displaystyle L\subset M} — дві адитивні підгрупи, то {\displaystyle M'\subset L'}. Якщо Al = L то також AL' = L'.
Зокрема якщо L = B то B'  є дробовим ідеалом кільця B. Оскільки B є дедекіндовим кільцем для дробового ідеалу B' існує обернений дробовий ідеал {\displaystyle B'^{-1}} у групі дробових ідеалів.
Ідеал {\displaystyle \delta _{E/K}=\delta _{B/A}=B'^{-1}} називається диферентним ідеалом або диферентою розширення B/A. Диферентний ідеал є звичайним ідеалом кільця B.
У алгебричній теорії чисел цей ідеал також називається відносним диферентним ідеалом. Абсолютним диферентним ідеалом числового поля K називається {\displaystyle \delta _{K/\mathbb {Q} }}.  цьому випадку використовується позначення {\displaystyle \delta _{K}}.
Якщо {\displaystyle {\mathfrak {m}}} — дробовий ідеал кільця B то {\displaystyle {\mathfrak {m}}} теж є адитивною підгрупою і диферентним ідеалом цього дробового ідеалу називається дробовий ідеал {\displaystyle \delta _{E/K}({\mathfrak {m}})=({\mathfrak {m}}')^{-1}}. 

## Приклад
Нехай {\displaystyle K=\mathbb {Q} ({\sqrt {d}})}, де {\displaystyle d\in \mathbb {Z} } — число, вільне від квадратів. Тоді для абсолютного диферентного ідеала:
{\displaystyle \delta _{\mathbb {Q} ({\sqrt {d}})}{\begin{cases}(2{\sqrt {d}}),&d\not \equiv 1\mod 4\\({\sqrt {d}}),&d\equiv 1\mod 4\end{cases}}}

## Властивості
- Диферентний ідеал розширення B/A є звичайним ідеалом кільця B. Диферента довільного дробового ідеалу теж є дробовим ідеалом.
- Якщо при тих же позначеннях, що і вище {\displaystyle \delta _{E/K}} — відносний диферентний ідеал і {\displaystyle \delta _{E/K}({\mathfrak {m}})} — диферентний ідеал дробового ідеалу {\displaystyle {\mathfrak {m}}} то {\displaystyle \delta _{E/K}({\mathfrak {m}})={\mathfrak {m}}\delta _{E/K}}.
- Диферентний ідеал породжується елементами виду {\displaystyle F'(x)}, де {\displaystyle x\in B} і {\displaystyle F'(x)} — похідна мінімального многочлена елемента {\displaystyle x} над полем K. Зокрема {\displaystyle B=A[x]} тоді і тільки тоді коли {\displaystyle \delta _{E/K}} є головним ідеалом породженим елементом {\displaystyle F'(x)}.
- Якщо {\displaystyle D/E/K} є скінченними сепарабельними розширеннями з властивостями, як і вище, то

{\displaystyle \delta _{D/K}=\delta _{D/E}\delta _{E/K}}
- Нехай S — мультиплікативна система у кільці A. Тоді {\displaystyle \delta _{S^{-1}B/S^{-1}A}=S^{-1}\delta _{B/A}}, де {\displaystyle S^{-1}(\cdot )} позначає локалізацію кільця за множиною S.
- {\displaystyle D_{B/A}=N_{B/A}(\delta _{B/A})}, де {\displaystyle D_{B/A}} позначає відносний дискримінант розширення B/A, а {\displaystyle N_{B/A}(\cdot )} — норму ідеалу.
- У випадку числових полів клас відносного диферента завжди є квадратом у групі класів ідеалів. У загальному випадку це не так. Наприклад Фреліх і Тейт знайшли приклад скінченного сеперабельного розширення функціональних полів однієї змінної для якого відносний диферент не є квадратом.
- При тих же позначеннях, що і вище і для кожного простого ідеалу {\displaystyle {\mathfrak {p}}} кільця B позначимо {\displaystyle B_{v({\mathfrak {p}})}} — поповнення кільця B щодо нормування за ідеалом {\displaystyle {\mathfrak {p}}}. У цьому випадку {\displaystyle {\mathfrak {q}}={\mathfrak {p}}\cap A} є простим ідеалом кільця A і поповнення за цим ідеалом позначимо {\displaystyle A_{v({\mathfrak {q}})}}. Тоді є справедливою рівність:

{\displaystyle \delta _{E/F}=\prod _{\mathfrak {p}}\delta _{B_{v({\mathfrak {p}})}/A_{v({\mathfrak {q}})}},}
Добуток у правій частині має зміст оскільки для всіх простих ідеалів окрім скінченної кількості {\displaystyle \delta _{B_{v({\mathfrak {p}})}/A_{v({\mathfrak {q}})}}=B}.

## Диферент і розгалуження простих ідеалів
Нехай A — дедекіндове кільце, K — його поле часток, L — скінченне сепарабельне розширення поля K, B — ціле замикання кільця A в L. Припустимо також, що для будь-якого простого ідеалу {\displaystyle {\mathfrak {B}}} кільця B поле лишків {\displaystyle B/{\mathfrak {B}}} є досконалим. 
Нехай тепер {\displaystyle {\mathfrak {p}}} — простий ідеал кільця  A. Тоді {\displaystyle {\mathfrak {p}}B=\prod {\mathfrak {B}}_{i}^{e_{i}}}, де {\displaystyle {\mathfrak {B}}_{i}} — прості ідеали кільця B, що містять {\displaystyle {\mathfrak {p}}} (їх кількість є скінченною), а {\displaystyle e_{i}} називаються індексами розгалуження ідеалів {\displaystyle {\mathfrak {B}}_{i}}. Якщо {\displaystyle e_{i}>1} то кажуть, що відповідний ідеал розгалужується.
Розгалуження є тісно пов'язані із диферентами. А саме простий ідеал  {\displaystyle {\mathfrak {B}}_{i}} розгалужується тоді і тільки тоді коли він ділить диферент {\displaystyle \delta _{B/A}}. До того ж якщо характеристика поля {\displaystyle B/{\mathfrak {B}}_{i}} не ділить {\displaystyle e_{i}}, то найбільшим степенем {\displaystyle {\mathfrak {B}}_{i}} на який ділиться {\displaystyle \delta _{B/A}} є {\displaystyle e_{i}-1}. В іншому випадку {\displaystyle \delta _{B/A}} ділиться на вищий степінь ідеалу {\displaystyle {\mathfrak {B}}_{i}}.